# Kenneth Meadwell

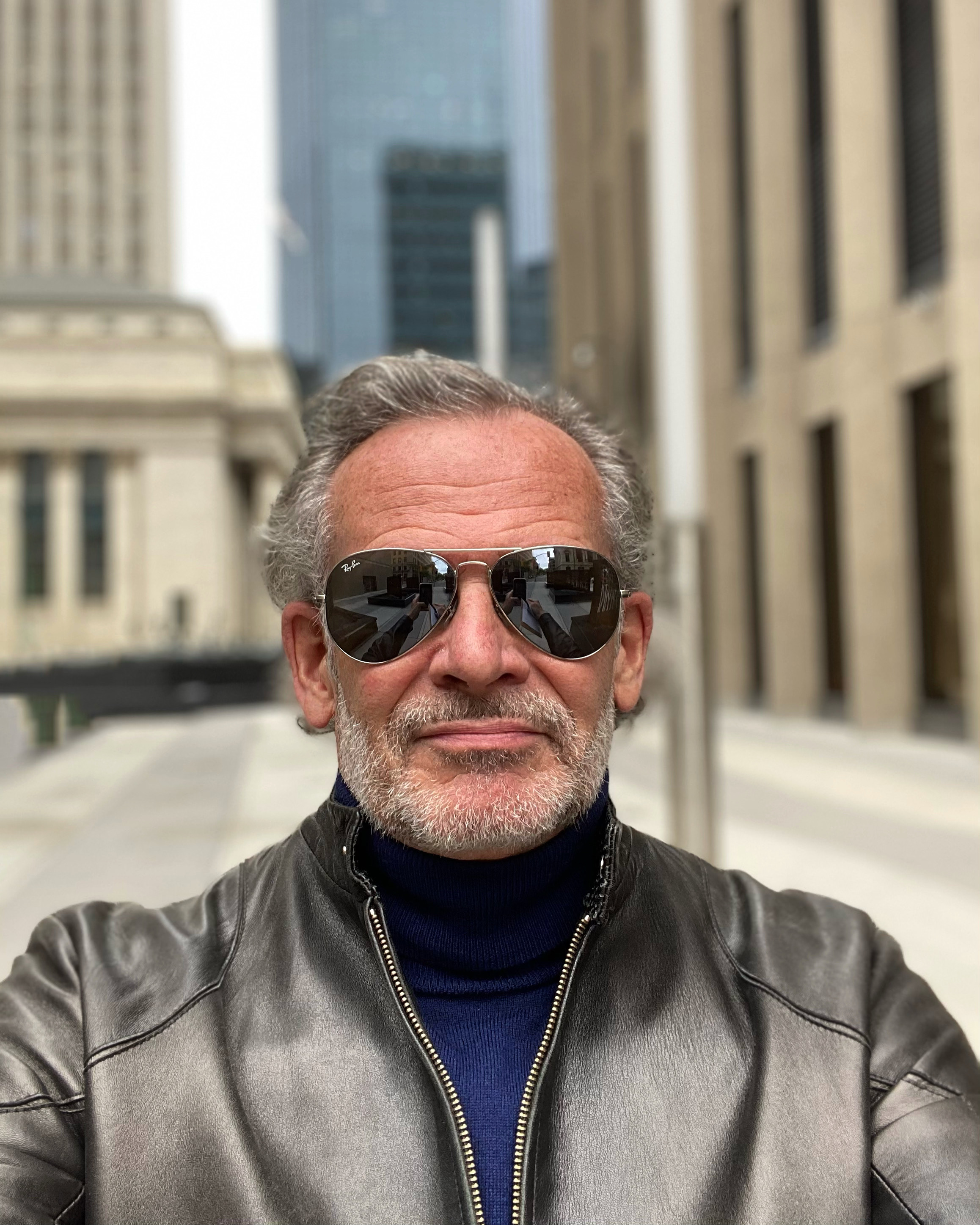
Kenneth Meadwell, Professeur émérite d'études françaises et Chevalier dans l'Ordre des Palmes Académiques

Kenneth Meadwell est Professeur émérite d’études françaises à la University of Winnipeg (Canada), chroniqueur littéraire, traducteur et essayiste.

## Biographie
Originaire de Sioux Lookout (Canada) et Professeur titulaire d’études françaises au Département de langues et littératures modernes de la University of Winnipeg de 1998 à 2013, Kenneth Meadwell y fut directeur des Départements de français, d’études françaises, d’études françaises et d’études allemandes, et de langues et littératures modernes. À la même institution, il enseigna la littérature canadienne d’expression française ainsi que l’analyse et la théorie littéraires, la traduction et la terminologie. En outre, il fut Directeur intérimaire du Département de philosophie à la University de Winnipeg. Nommé ‘prof populaire’ dans le MacLean’s Guide to Canadian Universities (2002, 2003, 2004, 2005, 2006), il fut Professeur invité d’études canadiennes à l’Université hébraïque de Jérusalem, la Duke University (USA) et la Universidad de La Laguna (Espagne). Il occupa notamment les postes de Vice-président et membre du Conseil d’administration aux Éditions du Blé, première maison d’édition française de l’Ouest canadien, et Professeur auxiliaire au programme de maîtrise d’études canadiennes à l’Université de Saint-Boniface. Conférencier invité au premier colloque international consacré à l’œuvre de Réjean Ducharme, Présences de Réjean Ducharme, tenu à Montréal en 2007, et à l’Université Laval dans le cadre du festival littéraire de Québec de 2011, Québec en toutes lettres, qui fêta l’œuvre de Ducharme, Kenneth Meadwell siège aux jurys littéraires au Manitoba et, à titre d’évaluateur externe, aux comités de thèse de doctorat et de mémoire de maîtrise au Canada.
Ses publications principales portent sur l’énonciation de la subjectivité, l’identité, la marginalité et l’altérité dans le roman canadien d’expression française moderne et contemporain, et notamment sur l’œuvre romanesque de Réjean Ducharme, et sur la critique génétique, en particulier l’œuvre romanesque de Gilbert La Rocque. Ses travaux sur Ducharme font date, particulièrement ceux consacrés à l’étude de la littérarité et la figure de « l’enfant » littéraire et référentiel : « [. . .] le spécialiste en la matière demeure certainement Kenneth Meadwell [. . .] dont les travaux [. . .] séparent bien la dimension littéraire de la dimension référentielle et contribuent à montrer l’’unité scripturale’ de l’œuvre. » Ses analyses de l’œuvre romanesque de Ducharme facilitent l'appréciation de celle-ci en tant que production littéraire originale qui dépasse la simple relation contextuelle socio-politique avec le Québec, et inspirent nombre d'études qui soulignent les jeux langagiers ainsi que la place qu'y occupent la figure de l'enfant et la littérarité.   
L'importance de son étude sur l'altérité et la narrativité dans le roman canadien d'expression française est également reconnue par les spécialistes:« Pour le lecteur ou la lectrice qui cherche à approfondir ses connaissances sur la dialectique de l’identité-mêmeté et l’identité-ipséité, sur les notions identitaires telles qu’elles s’expriment et se transforment en fonction des divers contextes spatio-temporels des vingtième et vingt-et-unième siècles, il s’agit d’une étude essentielle. »
En 2013, il est nommé Chevalier dans l'Ordre des Palmes académiques sur décret du Premier ministre de France pour son attachement remarquable à la promotion de la langue et de la culture françaises.
En 2014, la University of Winnipeg le nomme Professeur émérite d'études françaises pour avoir mené une carrière exceptionnelle au cours de trois décennies.

## Essais littéraires
Les voix de la mémoire et de l'altérité, avec Maria Fernanda Arentsen (dir.), Presses universitaires de Saint-Boniface, 2013. 
Narrativité et voix de l'altérité. Figurations et configurations de l’altérité dans le roman canadien d’expression française, Éditions David, Collection « Voix savantes », 2012.
L’avalée des avalés, L’hiver de force et Les Enfantômes de Réjean Ducharme : une fiction mot à mot et sa littérarité, Edwin Mellen Press, Collection « Études canadiennes », 1990.

## Articles choisis, depuis 2000
« Fugues, retrouvailles et recommencements », Préface, Un Piano dans le noir de Simone Chaput. Winnipeg : Éditions du Blé, Collection Blé en poche, 2011. 7-11. 
« Perspectives narratives identitaires et ipséité dans L’avalée des avalés ». Présences de Ducharme. Élisabeth Nardout-Lafarge, Élisabeth Haghebaert et Andrée Beaudet, dirs. Québec : Éditions Nota bene, 2009. 181-192.
« La Migrance de l’Autre dans le récit canadien d’expression française : La Mémoire de l’eau de Ying Chen ». Migrance comparée. Comparing Migration. Marie Carrière et Catherine Khordoc, dirs. Bern, Berlin, Bruxelles, Frankfurt am Main, New York, Oxford, Wien : Peter Lang,  2008. 91-106. 
« La Transformation identitaire de l’Autre dans Le Soleil du lac qui se couche de J. R. Léveillé ». Plaisir du texte, texte de plaisir : l’œuvre de J.R. Léveillé. Lise Gaboury-Diallo, Rosmarin Heidenreich et Jean Valenti, dirs. Winnipeg : Presses universitaires de Saint-Boniface, 2007. 131-147.
« Fragmentation et unification. Cantique des plaines, fiction identitaire individuelle et collective ». L’un et le multiple. Zsuzsa Simonffy, dir. Budapest : TINTA Könyvkiadó, 2006. 50-59.
« Ludisme et clichés dans L’avalée des avalés de Réjean Ducharme ». Ducharme en revue. Élisabeth Haghebaert et Élisabeth Nardout-Lafarge, dirs. Québec : Presses de l’Université du Québec, 2006. 71-77. 
« Pour une typologie de l’altérité dans le récit canadien d’expression française : la crise identitaire de l’Autre dans La Belle Bête de Marie-Claire Blais ». Identités en métamorphoses. Fridrun Rinner, dir. Aix-en-Provence : Presses de l’Université d’Aix-en-Provence, 2006. 45-52.
« Prolégomènes à une typologie de l’altérité dans le récit canadien d’expression française : le cas de Cantique des plaines de Nancy Huston ». L’Autre en mémoire. Dominique Laporte, dir. Ste-Foy : Presses de l’Université Laval, 2006. 277-296.
« La (ré)écriture chez Gilbert La Rocque : une relecture de Serge d’entre les morts sous l’angle de l’altérité ». Identity and Alterity in Canadian Literature/Identité et altérité dans la littérature canadienne, Dana Puiu, dir. Cluj-Napoca (Roumanie) : Risoprint, 2003. 129-138.
« De la réflexion à l’œuvre : analyse des dossiers scriptique et scénarique du Passager de Gilbert La Rocque ». Studies in Canadian Literature/Études en littérature canadienne (2003) : 125-139.
« Paul Éluard ». Dictionary of Literary Biography, volume 258, Modern French Poets. J-F Leroux, dir. Detroit : Broccoli Layman Clark, 2002. 189-209.
« Lecture du dossier génétique de Serge d’entre les morts de Gilbert La Rocque : analyse des stratégies narratives et discursives ». Études francophones 17.2 (automne 2002) : 101-112.
« L’œuvre en devenir : une lecture des dossiers génétiques scénariques de Serge d’entre les morts, Les Masques et Le Passager de Gilbert La Rocque ». Canadian Literature 168 (Spring 2001) : 105-119.
« La Réinvention de l’identité chez Madeleine Ouellette-Michalska et chez Gilbert La Rocque ». Études canadiennes 49 (2000) : 41-50.